# Florian Thauvin
Florian Tristan Mariano Thauvin (født d. 26. januar 1993) er en fransk professionel fodboldspiller, som spiller for Serie A-klubben Udinese.

## Klubkarriere

### Grenoble Foot
Thauvin skiftede som ungdomsspiller til Grenoble i 2008, og fik sin førsteholdsdebut for i marts 2011. Efter sæsonen var slut, gik Grenoble konkurs, og rykkede ned i Championnat de France amateur 2, og det resulterede i, at Thauvin skiftede klub.

### SC Bastia
Thauvin skiftede efter Grenobles nedrykning til SC Bastia. Han spillede en vigtig rolle i at Bastia vandt Ligue 2 i 2011-12 sæsonen.
Thauvin skiftede i januar 2013 til Lille, og han blev han det samme udlejet tilbage til sin tidligere klub SC Bastia for 2012-13 sæsonen.

### Olympique Marseille
Thauvin skiftede i september 2013 til Olympique de Marseille uden at have spillet en enkelt kamp for Lille. Han havde været fraværende fra træning i Lille og blev derfor solgt.

### Newcastle United
Efter to år i Marseille skiftede Thauvin til engelske Newcastle United i sommeren 2015.

### Marseille retur
Det lykkedes aldrig Thauvin at slå igennem i England, og blev i januar 2016 lejet tilbage til Marseille. Lejeaftalen blev forlænget i august 2016, og i marts 2017 blev det gjort officielt at han ville skifte tilbage til klubben på en fast aftale.
Thauvin imponerede stort i 2017-18 sæsonen, og sluttede med 22 mål som var nok til andenpladsen på topscorerlisten for sæsonen. Han blev nomineret til årets spiller i ligaen, men måtte nøjes med fjerdepladsen i afstemningen.

### Tigres
Thauvin skiftede i maj 2021 til mexicanske Tigres UANL.

### Udinese
Thauvin skiftede i januar 2023 til Udinese Calcio, efter at han havde fået sin kontrakt med Tigres ophævet.

## Landsholdskarriere

### Ungdomslandshold
Thauvin har repræsenteret Frankrig på flere ungdomsniveauer. Han var del af Frankrigs U/20-trup som vandt U/20-verdensmesterskabet i 2013.

### Olympiske landshold
Thauvin var del af Frankrigs trup til sommer-OL 2020.

### Seniorlandshold
Thauvin debuterede for Frankrigs landshold den 2. juni 2017. Han var del af Frankrigs trup der vandt verdensmesterskabet i 2018.

## Titler
Bastia
- Ligue 2: 1 (2011-12)

Frankrig U/20
- U/20-Verdensmesterskabet: 1 (2013)

Frankrig
- Verdensmesterskabet: 1 (2018)

Individuelle
- UNFP Ligue 1 Årets unge spiller: 1 (2012-13)